# Маллі (Лозанна)
Маллі (Лозанна) (фр. Étoile sportive Football Club Malley) — швейцарський футбольний клуб з міста Лозанна. Клуб засновано 1927 року.

## Хронологія виступів
- 1948 - 1951 : 1 ліга
- 1951 - 1958 : Національна ліга В
- 1958 - 1965 : 1 ліга
- 1965 - 1969 : 2 ліга
- 1969 - 1970 : 1 ліга
- 1970 - 1977 : 2 ліга
- 1977 - 1986 : 1 ліга
- 1986 - 1992 : Національна ліга В
- 1992 - 1993 : 1 ліга
- 1993 - 2000 : 2 ліга
- 2000 - 2002 : 2 ліга міжрегіональна
- 2002 - 2012 : 1 ліга
- 2013 - 2014 : 2 ліга міжрегіональна
- 2014 - 2015 : 2 ліга
- 2015 - 2021 : 3 ліга